# Giuseppe Tosi
Giuseppe Tosi   (Borgo Ticino, 25 de maig de 1916 - Roma, 10 de juliol de 1981) va ser un atleta italià, especialista en el llançament de disc, que va competir durant les dècades de 1940 i 1950. Va viure la seva carrera esportiva a l'ombra del seu compatriota Adolfo Consolini, que el superà en totes les grans competicions.
El 1948 va prendre part en els Jocs Olímpics de Londres, on guanyà la medalla de plata en la prova del llançament de disc del programa d'atletisme. Quatre anys més tard, als Jocs de Hèlsinki, fou vuitè en la mateixa prova.
En el seu palmarès destaquen tres medalles de plata en el llançament de disc al Campionat d'Europa d'atletisme, el 1946, 1950 i 1954, i una d'or als Jocs del Mediterrani de 1951. Va guanyar cinc campionats nacionals (1943, 1946–1948 i 1951) i va establir dos rècords d'Europa, ambdós el 1948.
En els darrers anys de la seva carrera esportiva va entrar en el món del cinema, amb papers en importants pel·lícules, entre les quals destaquen: Totò al giro d'Italia (1948), Quo Vadis (1951), Il ritorno di Don Camillo (1953), Ben-Hur i La viaccia (1961).

## Millors marques
- llançament de disc. 54,80 (1948)[1][4]